# Enrique Adams
Enrique Adams (Barcelona, 2 de noviembre de 1873-?) fue un mimo español.

## Trayectoria
Hijo de padre mahonés y madre catalana, debía su apellido a un abuelo norteamericano. Aunque sus primeras inquietudes artísticas fueron con la pintura como retratista, en Toulouse, ciudad donde su padre tenía un negocio de vinos españoles.
Estudió la técnica del mimo y actuó en varias compañías de aficionados. En 1892 se incorporó a la compañía de los hermanos Ibáñez, con quienes estrenó las pantomimas El maestro de armas y Vida y viajes de Cristóbal Colón, con motivo de la celebración del IV Centenario del descubrimiento de América. 
Entre 1893 y 1900  se consolidó como uno de los mimos más valorados del momento. Inició una larga gira por Europa, y actuó en Londres, Liverpool, Estrasburgo, Munich, Berlín, Ginebra, Moscú, Roma o Milán. En París colaboró como profesor el Conservatorio Popular de Mimí Pinsón para jóvenes obreras parisinas, recién creado, donde se daban clases de declamación, baile, ópera y pantomima.
A partir de 1912 actuó esporádicamente en Barcelona, con obras escritas por autores franceses, entre ellos Catulle Mendès. En agosto de ese mismo año, reapareció en el Teatro Soriano con cinco funciones, presentando el drama en mimo Coeur d’Apache, obra que formó parte del repertorio que presentó en su última actuación en el Paralelo en junio de 1919.
Fue uno de los mimos más valorados por los autores de la época en el extranjero.